# Cursorius somalensis
Cursorius somalensis (лат.) — вид птиц из семейства тиркушковых.
Вид распространён в Восточной Африке. Встречается в Сомали, Джибути, на севере Кении, востоке Эфиопии и юго-востоке Южного Судана, площадь ареала данного вида составляет 1 750 000 км².
Птица длиной до 22 см. Оперение равномерно коричневого цвета, на нижних частях тела светлее. Маховые перья чёрные. По глазами и на шее проходит чёрная и белая полосы.
Обитает в открытых биотопах с невысокой растительностью. Ведёт наземный образ жизни. Питается насекомыми, реже семенами.